# 김민수 (1969년)
김민수(1969년 10월 9일 ~ 현재)는 대한민국의 배우 겸 무술 감독이다. 영화 데뷔작은《은하에서 온 별똥왕자》이다.

## 작품

### 영화
- 2019년 《난폭한 기록》무술팀
- 2010년 《초능력자》무술팀
- 2010년 《구르믈 버서난 달처럼》... 견자형 2 역
- 2009년 《4교시 추리영역》... 가상범인 역
- 2009년 《청담보살》... 남학생 2 역
- 2009년 《식객: 김치전쟁》무술
- 2009년 《파주》... 웨이터 2 역
- 2008년 《강철중: 공공의 적 1-1》... 짱 1 역
- 2008년 《미인도》무술팀
- 2007년 《세븐 데이즈》... 감사반 형사 1 역
- 2005년 《다섯은 너무 많아》... 극장 관객 역
- 2005년 《B형 남자친구》... 버스 연인 역
- 2005년 《그때 그사람들》... 취조실 형사 역
- 2004년 《아는 여자》무술팀
- 2003년 《실미도》무술팀
- 2003년 《영어완전정복》무술팀
- 2003년 《내츄럴 시티》무술팀
- 2002년 《오버 더 레인보우》무술감독
- 2002년 《공공의 적》무술팀
- 2002년 《취화선》... 안중식 역
- 2001년 《이것이 법이다》스턴트
- 2001년 《흑수선》스턴트
- 2000년 《구멍》스턴트
- 1999년 《텔 미 썸딩》스턴트팀
- 1999년 《질주》스턴트
- 1999년 《유령》스턴트
- 1999년 《쉬리》무술팀
- 1999년 《태양은 없다》무술팀
- 1998년 《짱》스턴트
- 1998년 《투캅스 3》무술팀
- 1997년 《큐》무술연기
- 1997년 《불새》
- 1995년 《런어웨이》무술팀
- 1995년 《테러리스트》무술연기
- 1992년 《깡다구 화이터》
- 1992년 《맹구 짱구 스트리트 파이터》 - 킹베가 역
- 1992년 《해룡이와 달자의 추억》
- 1992년 《쿵후 보이 진미》
- 1992년 《정신나간 유령》
- 1991년 《하늘의 용사 이글맨》
- 1991년 《화이팅맨》
- 1991년 《맹구와 북두신검》
- 1991년 《장군의 아들 2》
- 1990년 《짬뽕 홍길동》... 철가면 역
- 1990년 《전설의 용사 반달가면》... 까마귀 역
- 1990년 《슈퍼맨 일지매》
- 1990년 《불타는 태양》
- 1990년 《땡칠이와 쌍라이트》
- 1990년 《소쩍궁 탐정》
- 1988년 《은하에서 온 별똥왕자 3 - 은하열차 88》... 삐죽 역
- 1987년 《은하에서 온 별똥왕자》... 삐죽 역

### TV 드라마
- 2008년 MBC 《사랑해, 울지마》미술
- 2008년 MBC 《대한민국 변호사》무술
- 2008년 MBC 《밤이면 밤마다》무술감독